# フィラデルフィア・クリームチーズ
フィラデルフィア・クリームチーズ(Philadelphia Cream Cheese)は、アメリカ合衆国発祥のクリームチーズのブランドである。1872年に初めて作られ、現在は全世界で販売されている。現在はクラフト・ハインツが保有している。

## 発祥
「フィラデルフィア」という名前であるが、発祥はペンシルベニア州フィラデルフィアではなくニューヨーク州である。1872年、ニューヨーク州チェスター村で酪農を営んでいたウィリアム・ローレンス(William Lawrence)は、ヌシャテルを作ろうとして、誤って生クリームを多めに入れてしまい、濃厚で滑らかなチーズが出来上がった。このチーズがクリームチーズと呼ばれるようになった。1880年、ローレンスはニューヨーク市でチーズ販売店を営むA・L・レイノルズとパートナー契約を結び、このチーズを「フィラデルフィア・クリームチーズ」の名前で売り出した。当時、フィラデルフィア周辺は酪農、特にチーズで有名であったことから、その名前を拝借したものである。
その後、フィラデルフィア・クリームチーズのブランドは、ニューヨーク州サウスエドメストンのフェニックス・チーズ・カンパニーに売却された。1928年、フェニックス社は、ジェームズ・L・クラフトのクラフト・チーズ・カンパニーと合併し、クラフト＝フェニックス・チーズ・カンパニーとなった。